# Atompool
Ein Atompool ist ein Versicherungspool, der Risiken rund um den Betrieb von Kernkraftwerken abdeckt. 
Atompools wurden in den 1950er Jahren gegründet, da die traditionellen Versicherungsmechanismen für den Betrieb von Kernkraftwerken mit potentiell katastrophalen Schäden und einer nicht zuverlässig einschätzbaren Eintrittswahrscheinlichkeit für eine begrenzte Zahl von Versicherten nicht geeignet waren.

## Atompools im deutschsprachigen Raum
- Deutsche Kernreaktor-Versicherungsgemeinschaft (DKVG)
- Schweizer Pool für die Versicherung von Nuklearrisiken